# Подражание

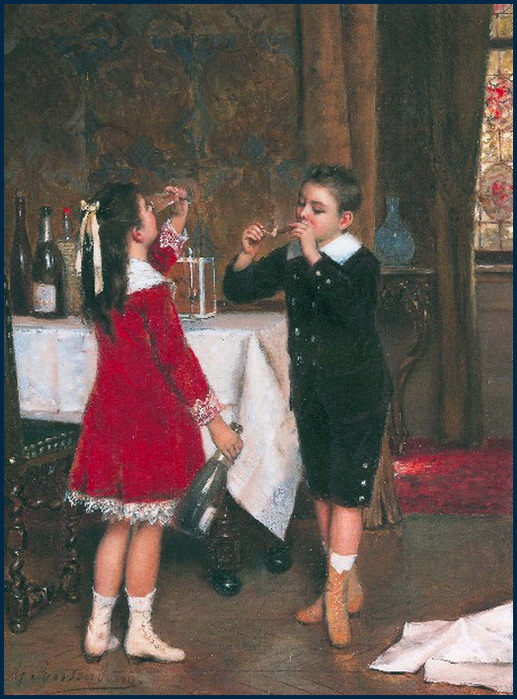
Розенбум, Альберт «Девочка, пьющая вино, и мальчик, курящий сигару», XIX век.

Подража́ние — механизм социализации, следование образцу. У животных — подражательное (имитационное) научение, копирование поведения.

## В психологии
За счёт подражания можно усвоить новые формы поведения, при этом подражание может вестись как на уровне самих воспроизводимых действий, так и на уровне осознания смысла этих действий.
Подражательное поведение может быть бессознательным — к такому, например, относится «заразительное» зевание. Может быть как направленным, так и неосознанным.
За подражанием стоят разные психологические механизмы:
- в младенчестве — подражание движениям и звукам является попыткой установить контакт
- в детстве — проникновение в смысл человеческой деятельности через моделирование в игре
- в юности — идентификация с кумиром, принадлежность к группе
- в зрелом возрасте — научение в профессиональной деятельности

## В искусстве
Подражание авторами произведений искусства как природе, так и друг другу (плагиат, пародия).

## В обучении языкам
Естественный метод — обучение посредством подражания — самый древний метод обучения языкам, которым пользовались ещё до возникновения школ. В школах же господствовали классические лексико-грамматические методы. Однако уже в 19-м веке начали появляться так называемые коммуникативные методы, авторы которых (Берлиц, Гуэн и другие) ставили задачу — научить человека говорить бессознательно, не задумываясь, не строя фразы и не переводя в уме слово за словом.
Развитием коммуникативных методов явился метод суггестопедии Георгия Лозанова, появившийся в 1960-е годы в Болгарии. На его основе российские учёные-языковеды Игорь Шехтер и Галина Китайгородская создали свои оригинальные подходы к обучению языкам: И. Ю. Шехтер — «эмоционально-смысловой подход», Г. А. Китайгородская — «метод активизации резервных возможностей личности и коллектива».